# Wallisellen
Wallisellen (dans le dialecte local : Wallisellä) est une ville et une commune suisse dans le district de Bülach dans le canton de Zurich en Suisse.
Wallisellen se trouve entre la rivière Glatt et le bois Hard.

## Géographie

Photo aérienne prise par Walter Mittelholzer (1935).

Wallisellen se trouve à une hauteur de 431 m au-dessus de la mer, sur une colline.
Le plus haut point de la commune est le Tambel, qui se trouve à une altitude de 480 m environ. La commune compte plus de 15 000 habitants, elle est ainsi considérée statistiquement comme une ville. Elle fait partie de l'agglomération zurichoise, est traversée par la rivière Glatt. Elle a des frontières communes avec, au sud-ouest la ville de Zurich, au nord-ouest Opfikon, au nord Kloten, à l'est Dietlikon et au sud Dübendorf.

## Économie
Aujourd'hui, Wallisellen est un site attrayant pour les entreprises et les commerces grâce aux transports publics et à de bonnes liaisons autoroutières. Plusieurs sociétés internationales telles que Microsoft, Cisco, Ford Motor Company, UPC Suisse et NCR ont leur siège social suisse à Wallisellen. Néanmoins, Wallisellen abrite toujours onze entreprises agricoles. Historiquement, des entreprises bien connues telles que Katadyn, Integra Signum ou Chocolat Halba ont été établies et se sont développées à Wallisellen. L'ancien bâtiment de l'hôtel Linde à la gare, ainsi que de nouveaux bâtiments, dont certains ne sont pas très anciens, ont été sacrifiés à une refonte complète de la gare de Wallisellen, qui a réuni la gare CFF et la Glattalbahn nouvellement construite. Ainsi, l'hôtel Belair reste la seule auberge de Wallisellen. En novembre 2013, Allianz Suisse a déménagé ses anciens bureaux administratifs dans son nouveau siège sur le site Richti à Wallisellen. Reishauer est une entreprise de l'industrie mécanique basée à Wallisellen.

## Industrie
- Microsoft
- Siemens Schweiz Transportation

## Population
| Évolution de la population de Wallisellen | Évolution de la population de Wallisellen | Évolution de la population de Wallisellen | Évolution de la population de Wallisellen | Évolution de la population de Wallisellen | Évolution de la population de Wallisellen | Évolution de la population de Wallisellen | Évolution de la population de Wallisellen | Évolution de la population de Wallisellen | Évolution de la population de Wallisellen | Évolution de la population de Wallisellen | Évolution de la population de Wallisellen | Évolution de la population de Wallisellen | Évolution de la population de Wallisellen | Évolution de la population de Wallisellen | Évolution de la population de Wallisellen | Évolution de la population de Wallisellen | Évolution de la population de Wallisellen | Évolution de la population de Wallisellen | Évolution de la population de Wallisellen | Évolution de la population de Wallisellen | Évolution de la population de Wallisellen |
| ----------------------------------------- | ----------------------------------------- | ----------------------------------------- | ----------------------------------------- | ----------------------------------------- | ----------------------------------------- | ----------------------------------------- | ----------------------------------------- | ----------------------------------------- | ----------------------------------------- | ----------------------------------------- | ----------------------------------------- | ----------------------------------------- | ----------------------------------------- | ----------------------------------------- | ----------------------------------------- | ----------------------------------------- | ----------------------------------------- | ----------------------------------------- | ----------------------------------------- | ----------------------------------------- | ----------------------------------------- |
| Année                                     | 1850                                      | 1870                                      | 1880                                      | 1888                                      | 1900                                      | 1910                                      | 1920                                      | 1930                                      | 1941                                      | 1950                                      | 1960                                      | 1966                                      | 1980                                      | 1990                                      | 2000                                      | 2005                                      | 2010                                      | 2011                                      | 2012                                      | 2013                                      | 2014                                      |
| Habitants                                 | 911                                       | 949                                       | 1 079                                     | 1 110                                     | 1 370                                     | 1 924                                     | 2 702                                     | 3 772                                     | 4 184                                     | 5 202                                     | 8 601                                     | 10 072                                    | 10 887                                    | 11 216                                    | 11 939                                    | 12 367                                    | 13 654                                    | 14 075                                    | 14 188                                    | 14 858                                    | 15 372                                    |

## Culture et patrimoine

### Héraldique
| Blason | Blasonnement : D'or au dextrochère mouvant du bord senestre, vêtu d'azur, tenant une clé du même en barre. |